# Umed Ukuri
Umed Ukri es un futbolista profesional de Etiopía.

## Carrera
Oukri nacido en el Estado Nacional Regional de Gambela, una de las regiones federales de Etiopía, ubicada al sur oeste del país, cerca a la frontera con Sudán. Oumed ha anotado tres goles en seis encuentros por su equipo el Defence Sports Club de la Liga Etíope de Fútbol en el 2010.

## Carrera internacional
Oumed hizo su debut para la Selección de fútbol de Etiopía el 30 de noviembre de 2009, en un partido contra Yibuti, anotando dos goles. El resultado final fue 5-0 a favor de Etiopía. Su tercera anotación fue frente a Guinea por la clasificación a la Copa de África en septiembre de 2010. También se conoce con el nombre de Oumed Oukri u Omod Okwuru.

## Personal
Nació y creció en Etiopía.

## Goles internacionales
| # | Fecha                   | Luigar        | Oponente | Marcador | Resultado | Competetencia                |
| - | ----------------------- | ------------- | -------- | -------- | --------- | ---------------------------- |
| 1 | 30 de noviembre de 2009 | Nairobi       | Yibuti   | 5-0      | Triunfo   | Copa CECAFA 2009             |
| 2 | 30 de noviembre de 2009 | Nairobi       | Yibuti   | 5-0      | Triunfo   | Copa CECAFA 2009             |
| 3 | 5 de septiembre de 2010 | Addis Abeba   | Guinea   | 1-4      | Derrota   | Calificatorias Copa CAF 2012 |
| 4 | 4 de diciembre de 2010  | Dar es Salaam | Malawi   | 1-1      | Empate    | Copa CECAFA 2010             |
| 5 | 7 de diciembre de 2010  | Dar es Salaam | Zambia   | 2-1      | Triunfo   | Copa CECAFA 2010             |
| 6 | 12 de diciembre de 2010 | Dar es Salaam | Uganda   | 3-4      | Derrota   | Copa CECAFA 2010             |
| 7 | 12 de diciembre de 2010 | Dar es Salaam | Uganda   | 3-4      | Derrota   | Copa CECAFA 2010             |